# 페르제트

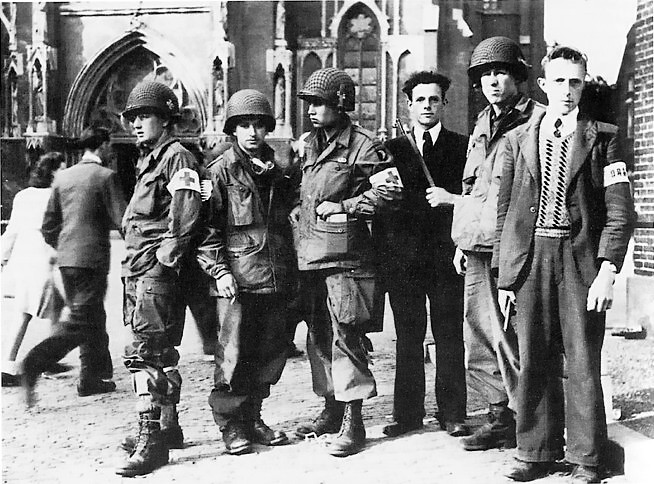
1944년 9월 마켓가든 작전 당시 미군 101공수사단 병사들과 합류한 베헐 시민들.

페르제트(네덜란드어: verzet)는 “저항”이라는 뜻의 네덜란드어로, 여기서는 제2차 세계대전 당시 독일 점령군에 대한 네덜란드인들의 저항운동을 설명한다.
네덜란드의 저항운동은 거의 대부분 비폭력 저항이었다. 이는 1938년 네덜란드에서 총기등록법이 제정되었기 때문이다. 1940년 네덜란드를 침공한 독일은 이 총기 등록 명부를 손에 넣어 가가호호 찾아다니며 총기를 회수했다. 그래서 네덜란드인들의 저항운동은 총이 없었다.:10 주요 저항 주체는 네덜란드 공산당과 기독교 교회들, 그리고 기타 독립 집단들이었다. 1944년 가을 해방될 때까지 6만 명에서 20만 명의 네덜란드인들이 30만 명의 사람들을 나치 관헌으로부터 숨겨 주었다. 직접 저항에 가담하지 않아도 알면서 묵인해 주는 사람이 100만 명에 이르렀고, 심지어 주둔한 독일 관헌과 군인 중에서도 극소수 동조자가 발생했다.
네덜란드의 저항운동은 비교적 완만하게 전개되다가, 1941년 2월 총파업을 계기로 큰 탄력을 받았다. 가장 먼저 나선 것은 세포조직을 조직하고 나선 공산주의자들이었다. 대표적으로 베르나르뒤스 에이제르드라트가 조직한 De Geuzen이 있었고, Ordedienst 등의 준군사조직도 만들어졌다. 하지만 이런 조직들 중 상당수는 1942년까지 탄압과 배신을 이기지 못하고 쓰러져갔다.
네덜란드 국내에서의 사보타주, 첩보활동은 연합군 측에 중요한 지원이 되었고, 1944년 네덜란드가 완전히 해방될 때까지 저항운동은 계속되었다. 네덜란드 유대인 14만 명 중 10만 명이 홀로코스트로 끌려가서 대부분이 절멸수용소에서 살해되었다. 많은 네덜란드인 저항운동 단체들은 유대인 어린이들을 구조하는 데 특화되었다. 한편 The Columbia Guide to the Holocaust에서는 네덜란드 집시들도 215-500 명 살해되었다고 추산되는데, 보다 높게 잡은 추정치에서는 전쟁 이전 집시 인구의 절반이 죽었다고 추산하기도 한다.

## 같이 보기
- 제2차 세계 대전의 저항운동